# (1562) Gondolatsch
(1562) Gondolatsch – planetoida z pasa głównego asteroid okrążająca Słońce w ciągu 3 lat i 119 dni w średniej odległości 2,23 au. Została odkryta 9 marca 1943 roku w Landessternwarte Heidelberg-Königstuhl w Heidelbergu przez Karla Reinmutha. Nazwa planetoidy pochodzi od Friedricha Gondolatscha, niemieckiego astronoma. Przed nadaniem nazwy planetoida nosiła oznaczenie tymczasowe (1562) 1943 EE.